# Akasa Air

Boeing 737 Max 8 mit dem Luftfahrzeugkennzeichen VT-YAA der Akasa Air

Akasa Air ist eine indische Billigfluggesellschaft mit Sitz in Mumbai und Basen auf den Flughäfen Mumbai und Bengaluru.

## Geschichte

### Gründung
Im März 2021 kündigte Vinay Dube, der ehemalige Chef der Airlines Go First und Jet Airways an, gemeinsam mit anderen ehemaligen Top-Managern der Go First eine neue indische Billigfluggesellschaft gründen zu wollen. Im Juli 2021 stieg dann der indische Milliardär Rakesh Jhunjhunwala als Investor ein, er sagte der Fluggesellschaft im Austausch gegen einen Firmenanteil von 40 % 35 Millionen US$ zu. Diesen Anteil baute er später, gemeinsam mit seiner Familie, sogar auf 46 % aus. Nachdem die Gesellschaft im Oktober 2021 ein Luftverkehrsbetreiberzeugnis der indischen zivilen Luftfahrtbehörde bekommen hatte, wurde im Dezember desselben Jahres der Markenauftritt sowie der Slogan des Unternehmens der Öffentlichkeit vorgestellt.

### Beginn des Betriebs
Am 7. Juli 2022 bekam die Fluggesellschaft ihr Air Operator Certificate (AOC), sodass sie nun die Erlaubnis hatte, Flüge innerhalb Indiens durchzuführen. Noch im selben Monat konnten auf der Unternehmenswebsite die ersten Flüge gebucht werden. Flüge waren zunächst in verschiedene indische Städte geplant.
Nachdem die Gesellschaft ihre erste Boeing 737 Max 8 erhalten hatte, fand am 7. August 2022 der Jungfernflug im kommerziellen Passagierbetrieb auf der Route Mumbai-Ahmedabad statt.
Gegen Ende des Folgejahres, 2023, bekam die Gesellschaft die Erlaubnis, neben indischen Inlandsflügen nun auch internationale Ziele anzusteuern. Die ersten internationalen Flüge wurden im März 2024 zwischen Mumbai und Doha aufgenommen.

## Flugziele
Mit Stand Dezember 2024 bedient die Akasa Air 22 indische und weitere fünf internationale Ziele, alle auf der arabischen Halbinsel. Als Drehkreuze des Passagierbetriebs dienen dabei die Flughäfen Mumbai und Bengaluru.

## Flotte
Die bestellten Maschinen sollen im Zeitraum bis 2032 ausgeliefert werden. Mit Stand November 2024 besteht die Flotte der Akasa Air aus den folgenden Flugzeugen:
| Flugzeugtyp          | Anzahl | bestellt |
| -------------------- | ------ | -------- |
| Boeing 737 Max 8     | 27     | -        |
| Boeing 737 Max 10    | -      | 99       |
| Boeing 737 Max 8-200 | -      | 101      |

## Sonstiges

### Nachhaltigkeit
Die Airline behauptet, als jüngste aller indischen Airlines sowie durch die hohe Treibstoffeffizienz der eingesetzten Flugzeuge eine umweltbewusste und grüne Airline zu sein.
Außerdem bestehen die Schuhe, die den Beschäftigten zur Verfügung gestellt werden, ausschließlich aus recyceltem Gummi und werden plastikfrei hergestellt.

### Datenleck
Am 25. August 2022 wurde die Airline zum Opfer eines kurzzeitigen Datenlecks. Für einen kurzen Zeitraum könnten Unbefugte Zugriff auf personenspezifische Daten wie Namen, Telefonnummern oder Mailadressen von Fluggästen gehabt haben. Allerdings bestand zu keinem Zeitpunkt Zugang zu Reise- oder Zahlungsinformationen.